# Ахау
Ахау (нім. Achau) — є муніципалітетом з 1592 жителями (станом на 1 січня 2023) на східній околиці округу Медлінг у Нижній Австрії.

## Географія
Ахау розташований у північній частині Віденського басейну, за кілька кілометрів на південь від Відня. Тут Медлінгбах і Трістінг впадають у Швехат.
Муніципалітет має площу 11,88 квадратних кілометрів. З них 83 відсотки – землі сільськогосподарського призначення.

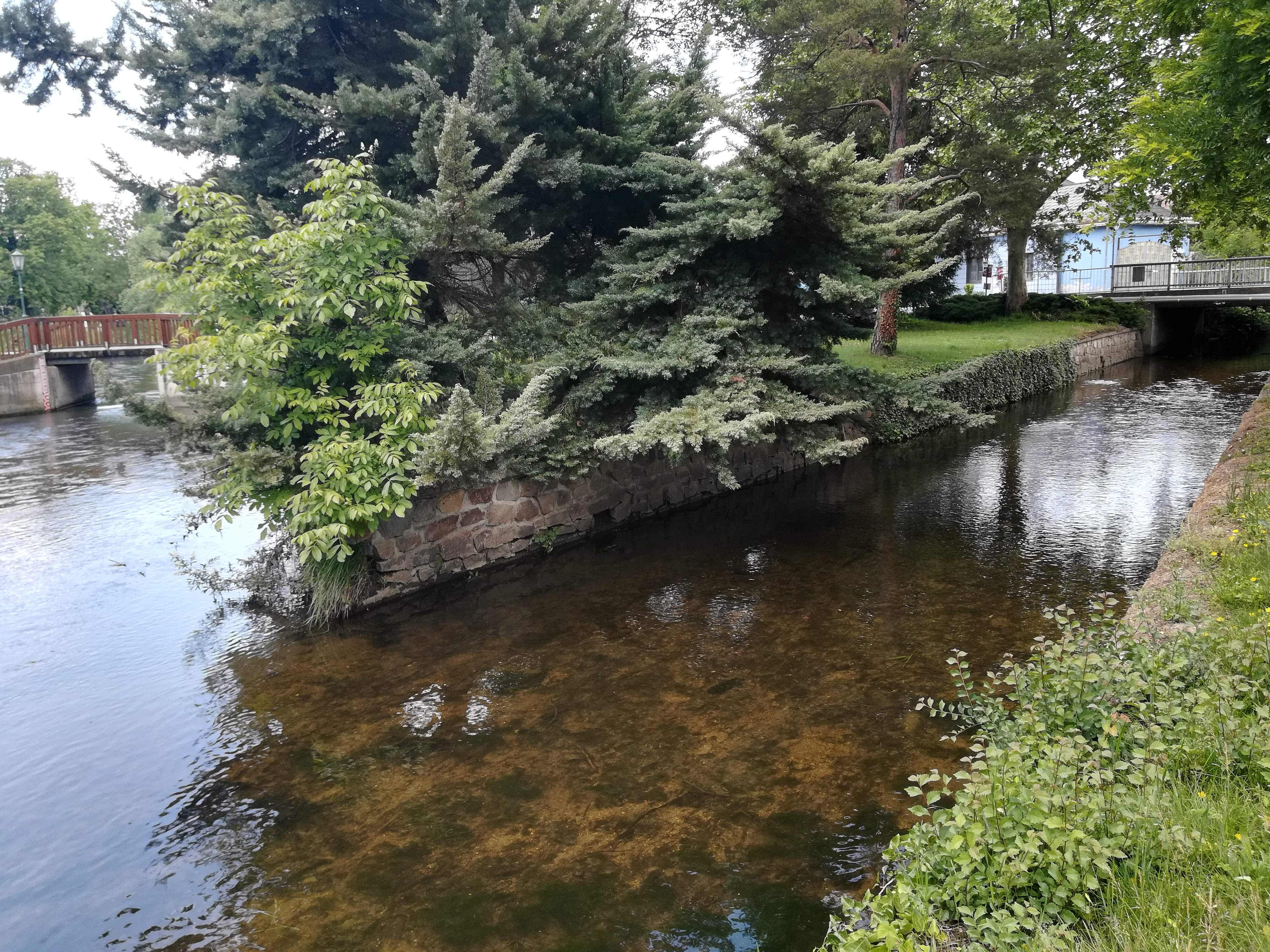
Злиття Кроттенбаха і Медлінгбаха

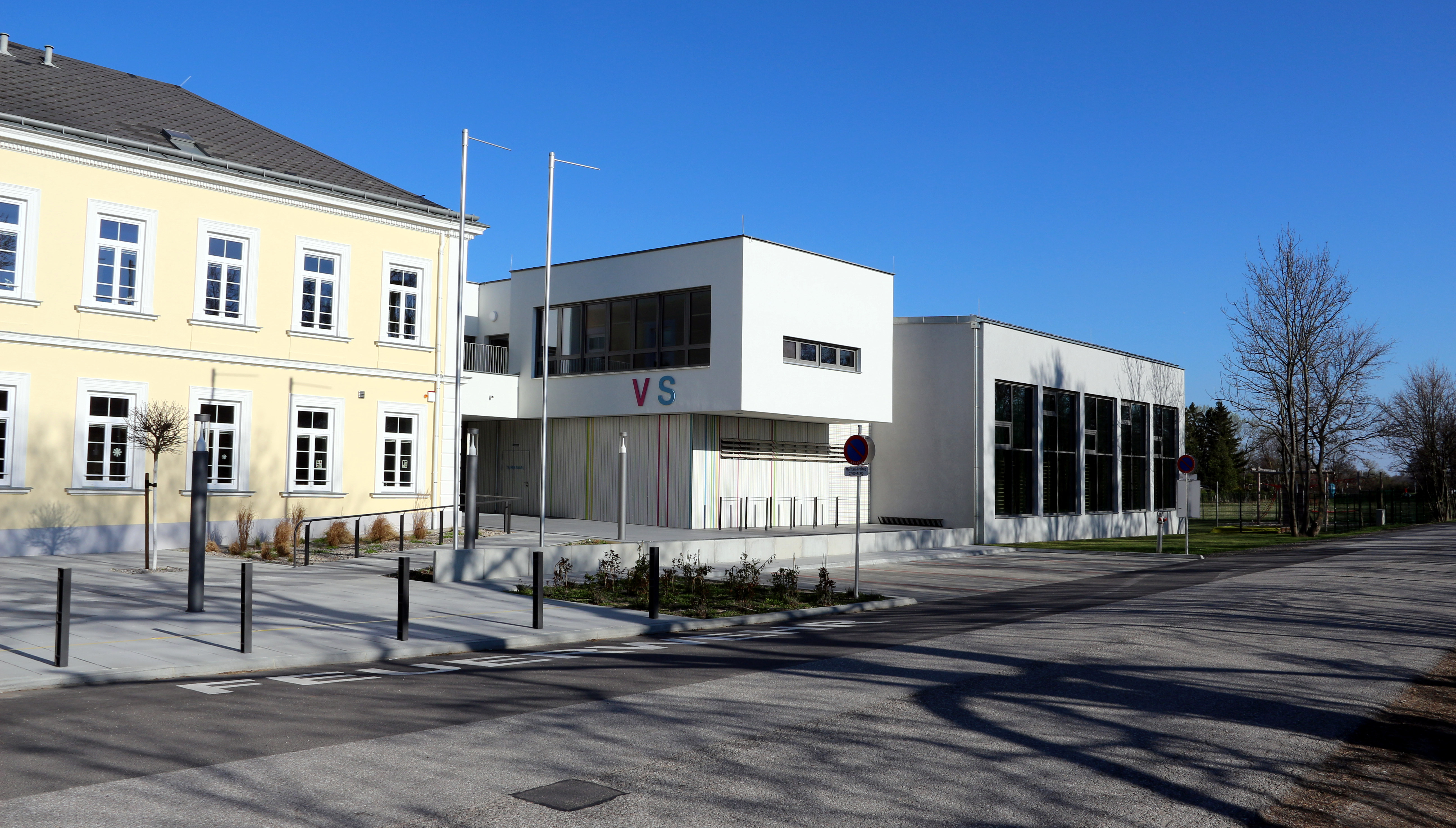
Початкова школа Ахау

## Конгрегаційна структура
Райони — поселення Ріденхоф і замок Ахау.

## Історія
Ахау вперше згадується до 1170 року в папському документі для монастиря Адмонт, близько 1169 року герцог Генріх передає у володіння Ахау (тоді він називався Ейхове). Wolfkerus de Aichowe згадується близько 1177 року, тому тут уже є постійний будинок. Перші лорди Ахау були васалами маркграфського роду Бабенбергів. У Високому і Ранньому Середньовіччі власники володіння Ахау змінювалися дуже часто; всього поіменно відомо 6 правлячих родів. У 1447 році родина Гайденів, яка також є важливою в історії міста Відня, розпочала період слави для правління, який тривав до тих пір, поки цей шляхетний рід не вимер у 1599 році. У 1732 році сім'я Мозерів з Ебенфурта придбала Ахаус разом з Карлом Леопольдом Фрідріхом фон Мозером. Під ім'ям Зуттнер ця сім'я зараз є власником замків Ахау і Гут, а протягом тривалого часу — замку Ебенфурт.